# Lepus microtis
A Lebre-das-savanas (Lepus microtis) é um leporídeo africano. Lepus victoriae Thomas, 1893 é considerado como sinônimo.